# SMA*
SMA* или Упрощённый алгоритм с ограничением памяти A* — это алгоритм кратчайшего пути, основанный на алгоритме A*. Основное преимущество SMA* заключается в том, что он использует ограниченную память, в то время как алгоритму A* может потребоваться экспоненциальная память. Все остальные характеристики SMA* унаследованы от A*.

## Свойства
SMA* имеет следующие свойства:
- SMA* работает с эвристикой, как и A*.
- SMA* завершён, если разрешённая память достаточно велика для хранения самого поверхностного решения.
- Оптимально, если разрешённая память достаточно велика для хранения самого поверхностного оптимального решения, в противном случае будет возвращено лучшее решение, которое умещается в разрешённой памяти.
- SMA* избегает повторяющихся состояний, пока это позволяет ограниченная память.
- Будет использована вся доступная память.
- Увеличение объёма памяти алгоритма только ускорит расчёт.
- Когда доступно достаточно памяти, чтобы вместить всё дерево поиска, расчёт имеет оптимальную скорость.

## Реализация
Реализация SMA* очень похожа на реализацию A* с той лишь разницей, что когда не остаётся места, узлы с наибольшей f-стоимостью удаляются из очереди. Поскольку эти узлы удаляются, SMA* также должен помнить f-стоимость лучшего забытого потомственного узла с узлом предка. Когда кажется, что все исследованные пути хуже, чем этот забытый, путь создаётся заново.

### Псевдокод
```
function
 
SMA
-
star
(
problem
)
:
 
path

  
queue
:
 
set
 
of
 
nodes
,
 
ordered
 
by
 
f
-
cost
;

begin

  
queue
.
insert
(
problem
.
root
-
node
)
;

  
while
 
True
 
do
 
begin

    
if
 
queue
.
empty
()
 
then
 
return
 
failure
;
 
// нет решения, которое уместилось бы в данной памяти

    
node
 
:=
 
queue
.
begin
()
;
 
// узел минимальной f-стоимости

    
if
 
problem
.
is
-
goal
(
node
)
 
then
 
return
 
success
;

    

    
s
 
:=
 
next
-
successor
(
node
)

    
if
 
!
problem
.
is
-
goal
(
s
)
 
&&
 
depth
(
s
)
 
==
 
max_depth
 
then

        
f
(
s
)
 
:=
 
inf
;
 

        
// не осталось памяти, чтобы пройти мимо s, поэтому весь путь бесполезен

    
else

        
f
(
s
)
 
:=
 
max
(
f
(
node
)
,
 
g
(
s
)
 
+
 
h
(
s
))
;

        
// f-значение потомка — максимум f-значения предка и

        
// эвристика потомка + длина пути к потомку

    
endif

    
if
 
no
 
more
 
successors
 
then

       
update
 
f
-
cost
 
of
 
node
 
and
 
those
 
of
 
its
 
ancestors
 
if
 
needed

    

if
 
node
.
successors
 
⊆
 
queue
 
then
 
queue
.
remove
(
node
)
;
 

    
// все потомки уже добавлены в очередь более коротким способом

    
if
 
memory
 
is
 
full
 
then
 
begin

      
badNode
 
:=
 
shallowest
 
node
 
with
 
highest
 
f
-
cost
;

      
for
 
parent
 
in
 
badNode
.
parents
 
do
 
begin

        
parent
.
successors
.
remove
(
badNode
)
;

        
if
 
needed
 
then
 
queue
.
insert
(
parent
)
;
 

      
endfor

    
endif

    
queue
.
insert
(
s
)
;

  
endwhile

end

```